# Kloster Port-du-Salut
Kloster Notre-Dame du Port-du-Salut (lat. Abbatia B. M. de Portu Salutis) ist eine französische Trappisten-Abtei in Entrammes bei Laval im Département Mayenne.

## Geschichte
Auf den Resten eines von der Französischen Revolution geschlossenen Priorats der Congrégation de France in Entrammes gründeten am 21. Februar 1815 die von Kloster Darfeld heimkehrenden Trappisten um Bernard de Girmont mit Hilfe des ehemaligen Darfelder Donaten (Klostermitglieds ohne Gelübde) Jean-Baptiste Le Clerc de La Roussière, eines Freundes Girmonts, das erste französische Kloster der Restaurationszeit und nannten es Port du Salut (Hafen des Heils). Sie wählten Girmont zu ihrem Prior (unter dem Darfelder Abt Eugène de Laprade) und ab 1816 zu ihrem Abt.
Vom Kloster ging die berühmte Käsesorte Port Salut aus (geschützte Marke seit 1874), deren Herstellungsgeheimnis von Darfeld mitgebracht, 1959 aber verkauft wurde. Das deutsche Gegenstück ist der Trappistenkäse.
Das Kloster hatte in der Person des Historikers Maur Cocheril Anteil am Zustandekommen (im Jahre 1970) der Partnerschaft zwischen Entrammes und dem westfälischen Ort Rosendahl, von dem  Darfeld ein Ortsteil ist.
Im Dezember 2024 gab der Abt die bevorstehende Auflösung des Klosters bekannt. Mit nurmehr sechs Mönchen gab es keine Hoffnung auf Wachstum mehr.

### Gründung
- 1868–1910 Kloster Échourgnac (Notre Dame de Bonne-Espérance, heute Frauenkloster)

### Äbte
- Bernard de Girmont (Prior 1815–1816, Abt 1816–1830)
- François d’Assise Couturier (1830–1854)
- Bernardin Dufour (1854–1859)
- Joachim Le Baillif (1859–1866)
- Henri Vandenbroucque (1865–1881)
- Eugène Bachelet (1881–1908)
- Berchmans Daveau (1908–1929)
- Edmond Neveu (1929–1954)
- Marie André (1954–1963)
- Alain Christiaen (1963–1986)
- Rémy Declercq (1987–2000)
- Jean-François Holthoff (2000–2003)
- Joseph Deschamps (2003–2018)
- Gérard-Marie Meneust (seit 2018)

### Handbuchliteratur
- Philippe Méry: Abbayes, prieurés et couvents de France. Editions du Crapaud, La Roche sur Yon 2013, S. 409 (mit Bild).
- Bernard Peugniez: Le guide routier de l’Europe cistercienne. Esprit des lieux. Patrimoine. Hôtellerie. Editions du Signe, Straßburg 2012, S. 282 (mit Bild).